# Chondrophellia orangina
Chondrophellia orangina is een zeeanemonensoort uit de familie van de Hormathiidae. De wetenschappelijke naam van de soort is voor het eerst geldig gepubliceerd in 2009 door Zelnio, Rodríguez & Daly.